# Aristaria pholoe
Aristaria pholoe är en fjärilsart som beskrevs av William Schaus 1913. Aristaria pholoe ingår i släktet Aristaria och familjen nattflyn. Inga underarter finns listade i Catalogue of Life.